# 605 v. Chr.
Portal Geschichte | Portal Biografien | Aktuelle Ereignisse | Jahreskalender | Tagesartikel

◄ |
8. Jahrhundert v. Chr. |
7. Jahrhundert v. Chr. |
6. Jahrhundert v. Chr. |
►

◄ | 620er v. Chr. | 610er v. Chr. | 600er v. Chr. | 590er v. Chr. |
580er v. Chr. |
►

◄◄ | ◄ | 608 v. Chr. | 607 v. Chr. | 606 v. Chr. | 605 v. Chr. |
604 v. Chr. |
603 v. Chr. |
602 v. Chr. |
► |
►►

## Ereignisse

### Politik und Weltgeschehen
- Am 9. August (8. Abu: 8.–9. August) stirbt der babylonische König Nabopolassar in seinem 21. Regierungsjahr. Sein Nachfolger Nebukadnezar II. besteigt kurze Zeit später den Thron.

- um 605: In der Schlacht bei Karkemiš siegt der babylonische Kronprinz Nabû-kudurrī-uṣur II. über die Ägypter unter Necho II.

### Wissenschaft und Technik
- Im 20. Regierungsjahr des babylonischen Königs Nabopolassar wird der Schaltmonat Addaru II ausgerufen, der am 5. März[1] beginnt.
- 21. Regierungsjahr des babylonischen Königs Nabopolassar (605-604 v. Chr.): Im babylonischen Kalender fällt das babylonische Neujahr des 1. Nisannu auf den 5.–6. April[1]; der Vollmond im Nisannu auf den 18.–19. April[1], der 1. Abu auf den 1.–2. August und der 1. Tašritu auf den 28.–29. September[1].

## Gestorben
- 9. August: Nabopolassar, Begründer und erster König des Neubabylonischen Reiches